# Podravska Moslavina
Podravska Moslavina je općina u Hrvatskoj. Nalazi se u Osječko-baranjskoj županiji.

## Zemljopis
Podravska Moslavina nalazi se na 103 metara nadmorske visine (središte sela) u nizini istočnohrvatske ravnice, neposredno uz rijeku Dravu i državnu granicu s Mađarskom. Selo se nalazi na državnoj cesti D34 Donji Miholjac- Slatina. Susjedna naselja: zapadno nalaze se Gezinci i Martinci Miholjački, a južno Krčenik. Istočno se nalazi Viljevo naselje u istoimenoj općini. Najbliže naselje u susjednoj Mađarskoj, Vejtiba (mađ. Vejti) nalazi se oko 1,5 km sjeverno. Pripadajući poštanski broj je 31530 Podravska Moslavina, telefonski pozivni 031 i registarska pločica vozila NA (Našice). Površina katastarske jedinice naselja Podravska Moslavina je 17,33 km2.

## Stanovništvo
| broj stanovnika | 1244  | 1416  | 1397  | 1592  | 1611  | 1811  | 1910  | 2266  | 3099  | 3332  | 3131  | 2490  | 1834  | 1606  | 1451  | 1202  | 954   |
|                 | 1857. | 1869. | 1880. | 1890. | 1900. | 1910. | 1921. | 1931. | 1948. | 1953. | 1961. | 1971. | 1981. | 1991. | 2001. | 2011. | 2021. |

Prema rezultatima Popisa stanovništva iz 2011. u Podravskoj Moslavini je živjelo 824 stanovnika u 262 kućanstva. 

## Povijest
Mjesto Podravska Moslavina čini općinu i župu, a nalazi se na najzapadnijem dijelu Osječko-baranjske županije; udaljena od Osijeka, središte županije, 60 km.
Podravska Moslavina smještena je na desnoj obali rijeke Drave, te je sjeverna granica ujedno i dio državne granice prema Republici Mađarskoj.
Kao Monoslav spominje se prvi puta 1397. godine, zatim 1413. godine kao Moslow, pa 1470. godine Monoslo.
Od početka 15. stoljeća Moslavina pripada valpovačkom vlastelinstvu. U posjed valpovačkog vlastelinstva su kraljevom darovnicom 1481. godine došli Matija i Petar Gereb de Wingarth.
Godine 1491. pa do 1501. godine, spominje se u Moslavini crkva Sv. Tome apostola, koja je pripadala čazmanskom arhiđakonatu Zagrebačke biskupije.
Turskim provalama mjesto je više puta opustošeno, 1543. godine ga je osvojio Mehmed-beg Jabjapašić. Osmanlije su u mjestu imale vojnu posadu s izgrađenom četvrtastom kulom od tvrdog materijala, džamijom i hambarom za hranu. Moslavina je tada pripadala orahovačkom kadiluku Požeškog sandžaka, a u sastavu Budimskog, kasnije Bosanskog pašaluka. Sigetski kapetan Nikola Zrinski je 26. ožujka 1562. godine porazio kod Moslavine vojsku Arslan-bega te razorio i spalio utvrdu koju su Turci iste godine obnovili. Moslavina je oslobođena od osmanlijske vlasti 1686. godine.
Za poraženim i protjeranim Osmanlijama iselilo se sve muslimansko stanovništvo te se prema popisu iz 1698. i 1702. godine navodi moslavački distrikt gradom Moslavina i još devet naselja (Zanos, Šimanovci, Bučje, Vodovrat, Martinci, Obrež, Potkovci, Radinovci i Kopanovci). Ova naselja bila su bez stanovništva, a u Moslavini je popisano 19 domaćinstava. Moslavina je tada bila pod vojnom upravom do prelaska u posjed valpovačkog vlastelinstva grofa Prandaua. Uvođenjem civilne uprave 1745. godine Moslavina je pripadala Virovitičkoj županiji.
Na temeljima bivše kapelice izgrađena je crkva posvećena blaženoj djevici Mariji 1798. godine. Moslavina je postala župa, a pripadala je Zagrebačkoj biskupiji.
Godine 1902. provedene su velike vojne vježbe pri čemu je sagrađen pionirski most na rijeci Dravi za prijelaz u Ugarsku. Vježbe je nadgledao Franjo Josip I. s prijestolonasljednikom Ferdinandom i rumunjskim prijestolonasljednikom.

## Crkva
U selu se nalazi rimokatolička crkva Rođenja BDM koja pripada istoimenoj katoličkoj župi Podravska Moslavina, te slatinskom dekanatu Požeške biskupije. Crkveni god (proštenje) ili kirvaj slavi se 8. rujna koji se slavi kao i Dan općine.

## Obrazovanje
Područna škola do 4. razreda koja radi u sklopu Osnovne škole "Ante Starčević" Viljevo.

## Kultura
- Kulturno umjetničko društvo "Slavonac" Podravska Moslavina

## Šport
- NK Podravac

## Ostalo
- Dobrovoljno vatrogasno društvo Podravska Moslavina
- Lovačko društvo "Šljuka" Podravska Moslavina
- Športsko ribolovno društvo "Štuka" Podravska Moslavina